# John Russell (4e comte Russell)
Pour les articles homonymes, voir John Russell.
John Conrad Russell, 4e comte Russell (16 novembre 1921 - 16 décembre 1987), nommé vicomte Amberley de 1931 à 1970, est le fils aîné du philosophe et mathématicien Bertrand Russell (3e comte Russell) et de sa seconde épouse, Dora Black. Son deuxième prénom est un hommage à l'écrivain Joseph Conrad, que son père a longtemps admiré. Il est l'arrière-petit-fils du premier ministre britannique du XIXe siècle, Lord John Russell. Il succède au comté à la mort de son père le 2 février 1970.

## Éducation
John Russell fait ses études à la progressiste Dartington Hall School, à l'Université de Californie à Los Angeles et à l'Université Harvard. Après avoir quitté Harvard en 1943, il retourne en Grande-Bretagne et s'enrôle dans la Royal Naval Reserve. Il y apprend la langue japonaise.

## Carrière
Russell a un début de carrière distingué, travaillant entre autres pour la FAO, mais plus tard dans sa vie, il est diagnostiqué comme schizophrène. Cela fait de lui la seule personne au Royaume-Uni à se voir refuser le vote sur deux chefs d'accusation, premièrement, d'être un pair et, deuxièmement, d'être fou. Il prononce un discours à la Chambre des lords le 18 juillet 1978 qui est considéré comme si farfelu qu'à ce jour, il serait le seul discours non enregistré par le hansard,.

## Vie privée
Il se marie le 28 août 1946 avec Susan Doniphan Lindsay, fille du poète Vachel Lindsay. Ils divorcent en 1955. Ils ont trois filles : Lady Felicity Anne Russell (née le 2  septembre 1945), Lady Sarah Elizabeth Russell (née le 16 janvier 1946) et Lady Lucy Catherine Russell (21 juillet 1948 - 11 avril 1975). Ni Sarah ni Lucy ne se sont mariées ni n'ont eu d'enfants; Felicity a une fille, Rowan. Comme leur père et leur mère, les trois filles souffrent de graves problèmes de santé mentale. Lucy, qui est la petite-fille préférée de Bertrand Russell, est morte par immolation, à l'âge de 26 ans, sur le parvis d'une église près de Penzance, protestant ostensiblement pour la cause de la paix mondiale.
Russell est remplacé comme comte par son demi-frère, l'historien Conrad Russell, 5e comte Russell.